# Гіпертригліцеридемія
Гіпертригліцеридемія - це наявність великої кількості тригліцеридів у крові. Тригліцериди є найпоширенішою молекулою жиру в більшості організмів. Гіпертригліцеридемія виникає при різних фізіологічних станах і при різних захворюваннях, а високі рівні тригліцеридів пов’язані з атеросклерозом, навіть за відсутності гіперхолестеринемії (високого рівня холестерину) і сприяють серцево-судинним захворюванням.
Хронічно підвищений рівень тригліцеридів у сироватці крові є складовою метаболічного синдрому та пов’язаної з метаболічною дисфункцією стеатотичної хвороби печінки, обидва з яких зазвичай включають ожиріння та значною мірою сприяють серцево-судинній смертності. Високий рівень тригліцеридів також підвищує ризик розвитку гострого панкреатиту.
Гіпертригліцеридемія сама по собі зазвичай протікає безсимптомно, хоча високі рівні можуть бути пов’язані з ураженнями шкіри, відомими як ксантоми. 

## Ознаки та симптоми
Більшість людей з підвищеним рівнем тригліцеридів не відчувають жодних симптомів. Деякі форми первинної гіпертригліцеридемії можуть призводити до специфічних симптомів: як сімейна хіломікронемія, так і первинна змішана гіперліпідемія включають шкірні симптоми (висипна ксантома), аномалії очей (lipaemia retinalis), гепатоспленомегалію (збільшення печінки та селезінки ) та неврологічні симптоми. Деякі відчувають напади болю в животі, які можуть бути легкими епізодами панкреатиту. Еруптивні (схильні до розриву) ксантоми це папули розміром 2–5 мм, часто з червоним кільцем навколо них, які утворюються в скупченнях на шкірі тулуба, сідниць і кінцівок.  Сімейна дисбеталіпопротеїнемія викликає появу більші горбисті ксантоми, вони червоного або помаранчевого кольору і виникають на ліктях і колінах. Також можуть виникати ксантоми долонної складки.  

Тригліцериди, які викликають гіпертригліцеридемію

Гострий панкреатит може виникнути у людей, у яких рівень тригліцеридів перевищує 1000 мг/дл (11,3 ммоль/л).    Гіпертригліцеридемія пов'язана з 1-4% усіх випадків панкреатиту. При цьому симптоми подібні до вторинного панкреатиту від інших причин, хоча наявність ксантом або факторів ризику може підказати зв'язок з гіпертригліцеридемією . 

## Причини
- Переїдання
- Ожиріння
- Цукровий діабет та інсулінорезистентність - компоненти метаболічного синдрому
- Зловживання алкоголем
- Ниркова недостатність, нефротичний синдром
- Генетична схильність, деякі форми сімейної гіперліпідемії
- Дефіцит ліпопротеїнліпази - водорозчинного ферменту, який гідролізує тригліцериди в ліпопротеїди
- Дефіцит кислої лізосомальної ліпази або хвороба накопичення ефіру холестерину
- Деякі ліки, наприклад ізотретиноїн, гідрохлоротіазидні діуретики, бета-блокатори, інгібітори протеаз
- Гіпотиреоїдизм
- Вовчак та пов'язані автоімунні процеси
- Хвороба накопичення глікогену типу 1
- Пропофол
- Ліки від ВІЛ-інфекції

## Діагностика
Діагноз ставиться на основі аналізів крові, які часто виконуються як частина скринінгу. Нормальний рівень тригліцеридів менше 150 мг/дл (1,7 ммоль/л).   Після постановки діагнозу зазвичай потрібні інші аналізи крові, щоб визначити, чи викликаний підвищений рівень тригліцеридів іншими основними захворюваннями («вторинна гіпертригліцеридемія»), чи такої основної причини немає («первинна гіпертригліцеридемія»). Існує спадкова схильність як до первинної, так і до вторинної гіпертригліцеридемії. 

### Настанови

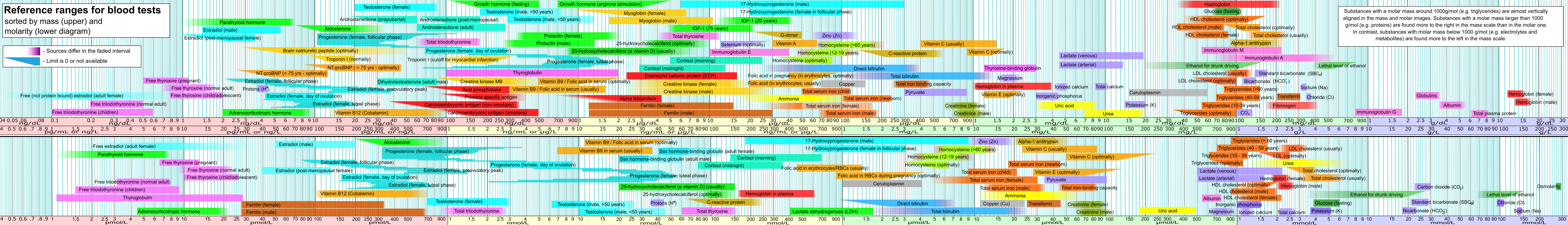
Референсні діапазони для аналізів крові, які показують звичайні діапазони для тригліцеридів (підвищуються з віком) помаранчевим праворуч.

Національна освітня програма про холестерин встановила рекомендації щодо рівня тригліцеридів: 
| Рівень       | Рівень    | Інтерпретація                       |
| (мг/дл)      | (ммоль/л) | Інтерпретація                       |
| ------------ | --------- | ----------------------------------- |
| < 150        | < 1.70    | Нормальний діапазон – низький ризик |
| 150–199      | 1,70–2,25 | Трохи вище норми                    |
| 200–499      | 2,26–5,65 | Деякий ризик                        |
| 500 або вище | > 5.65    | Дуже високий – високий ризик        |

Ці рівні перевіряються після голодування від 8 до 12 годин. Рівень тригліцеридів залишається тимчасово вищим протягом певного періоду після їди.
AHA рекомендує оптимальний рівень тригліцеридів 100 мг/дл (1,1 ммоль/л) або нижче для покращення здоров’я серця. 

## Скринінг
У 2016 році Робоча група з профілактичних послуг США дійшла висновку, що тестування загального населення віком до 40 років без симптомів не приносить зрозумілу користь.  

## Лікування
Зміна способу життя, включаючи втрату ваги, фізичні вправи та модифікацію дієти, може покращити гіпертригліцеридемію.     Зміна може включати зміни в дієті, такі як обмеження жирів і вуглеводів (зокрема, фруктози   і підсолоджених напоїв ) і збільшення споживання омега-3 жирних кислот із водоростей, горіхів і насіння.  
Рішення про лікування гіпертригліцеридемії за допомогою ліків залежить від рівня та наявності інших факторів ризику серцево-судинних захворювань. Дуже високі рівні, які підвищують ризик панкреатиту, лікують препаратом класу фібратів. Нікотинову кислоту, омега-3 жирні кислоти, а також препарати з класу статинів можна використовувати разом, причому статини є основним препаратом для лікування помірної гіпертригліцеридемії, де потрібне зниження ризику серцево-судинних захворювань.  Ліки рекомендуються тим, хто має високий рівень тригліцеридів, який не коригується за допомогою модифікації способу життя, причому в першу чергу рекомендуються фібрати.    Омега-3-карбоксилові кислоти — ще один рецептурний препарат, який використовується для лікування дуже високих рівнів тригліцеридів у крові. 

## Епідеміологія
Станом на 2006 рік поширеність гіпертригліцеридемії в США становила 30%. 

## Дослідження
Аналіз генів депресії та тривоги показав, що гени, пов’язані виключно з депресією, також пов’язані з гіпертригліцеридемією. 

## Етимологія
Слово гіпертригліцеридемія об’єднує форми гіпер- + тригліцерид + -емії, що відповідає «високий рівень тригліцеридів у крові» або «занадто багато тригліцеридів у крові».